# 布洛库尔
Blokur是一家总部位于伦敦的音乐版权和数据平台，为数字产品和服务提供全球音乐报告和许可。该公司是MLC（机械许可集体）的官方合作伙伴。    2023 年 12 月 6 日， MLC宣布了其补充匹配网络，该网络最初由五家公司（包括 Blokur）组成，将提供数据匹配服务，以补充和增强 MLC 现有的匹配流程和能力。 
Blokur 由前唱片艺术家 Phil Barry 于 2017 年创立，他受到启发，建立了一个平台，帮助解决唱片艺术家没有得到有效报酬的问题。该平台使用数据工程和子图匹配技术将歌曲录音与其底层作品联系起来，以解决歌曲数据的误传、报告音乐使用和确定音乐许可覆盖范围的困难等问题。 
1. ↑  .   [2022-12-30]. （原始内容存档于2023-05-29）.
2. ↑  . MusicRow.com. 2020-12-09  [2022-12-30]. （原始内容存档于2023-04-01） （美国英语）.
3. ↑  . www.themlc.com.   [2022-12-30]. （原始内容存档于2023-09-27） （英语）.
4. ↑  Supplemental Matching Network. . TheMLC.   [6 December 2023]. （原始内容存档于2023-12-13）.
5. ↑  .   [2022-12-30]. （原始内容存档于2022-12-30）.